# Parafia Matki Bożej Nieustającej Pomocy w Bibicach
Parafia Matki Bożej Nieustającej Pomocy w Bibicach – rzymskokatolicka parafia znajdująca się w archidiecezji krakowskiej, w dekanacie Kraków-Prądnik, w Polsce.

## Historia
Od czasów średniowiecza Bibice należały do parafii Narodzenia Najświętszej Marii Panny w Zielonkach. Kaplica mszalna w Bibicach zbudowana została w XIX w. Msze święte były w niej odprawione okazjonalnie, na zamówienie wiernych. Kaplica ta została zniszczona przez wojska austriackie w 1914.
Kolejną kaplicę poświęcił 27 czerwca 1976 arcybiskup krakowski kard. Karol Wojtyła. 2 sierpnia 1982 arcybiskup krakowski kard. Franciszek Macharski erygował parafię w Bibicach. Budowa kościoła trwała w latach 1984 - 1992. 20 kwietnia 1992 kard. Macharski poświęcił nową świątynię. 2 października 2016 kościół został konsekrowany przez  arcybiskupa krakowskiego kard. Stanisława Dziwisza.